# Liste der Stolpersteine auf den Westfriesischen Inseln

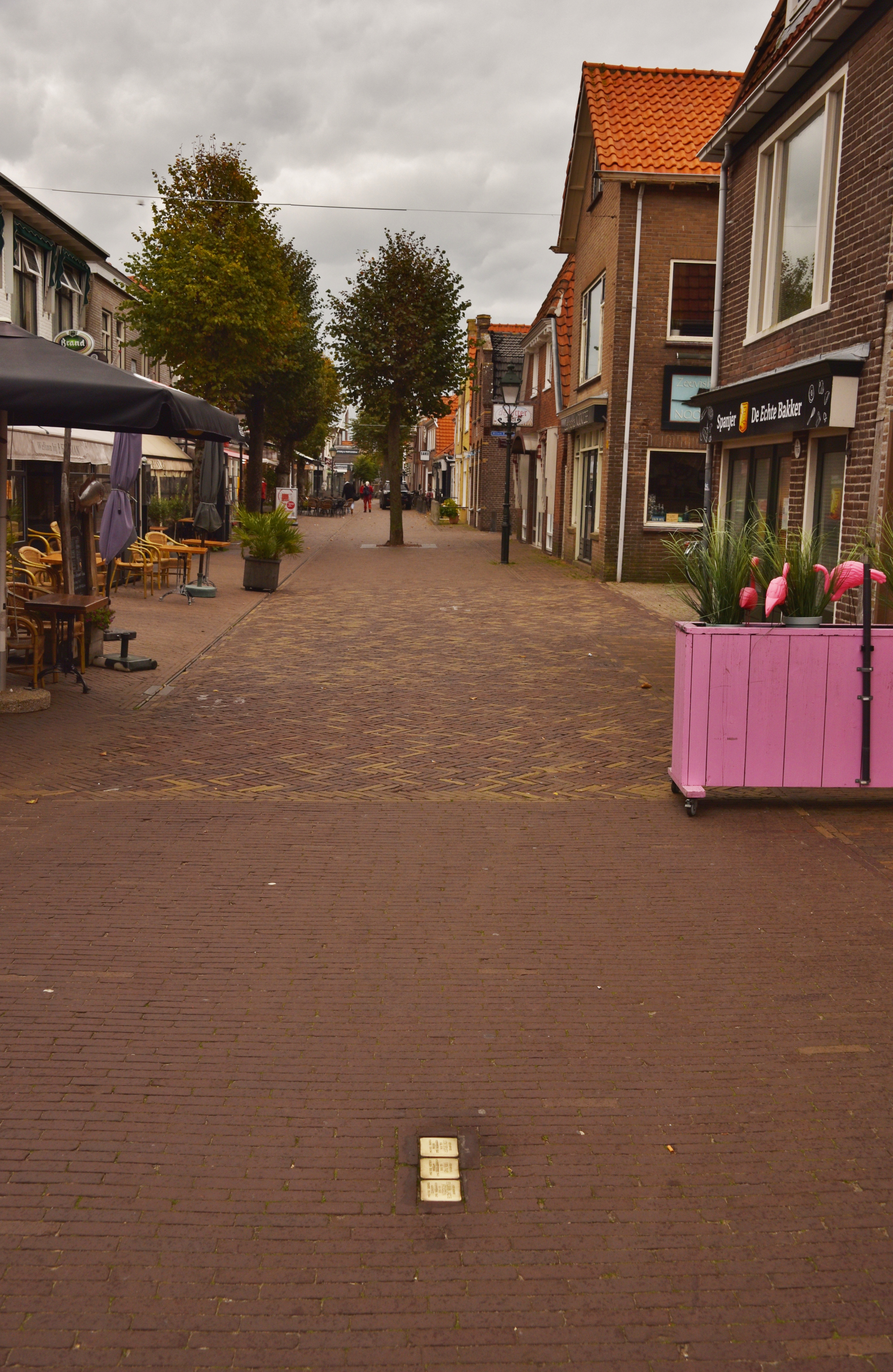
Stolpersteine in Terschelling

Die Liste der Stolpersteine auf den Westfriesischen Inseln umfasst die Stolpersteine, die vom deutschen Künstler Gunter Demnig auf den Westfriesischen Inseln in der niederländischen Provinz Fryslân verlegt wurden. Stolpersteine sind Opfern des Nationalsozialismus gewidmet, all jenen, die vom NS-Regime drangsaliert, deportiert, ermordet, in die Emigration oder in den Suizid getrieben wurden. Demnig verlegt für jedes Opfer einen eigenen Stein, im Regelfall vor dem letzten selbst gewählten Wohnsitz.
Die Verlegung der ersten Stolpersteine auf den Westfriesischen Inseln fand am 1. Mai 2021 in Schiermonnikoog statt.

## Verlegte Stolpersteine
Bislang wurden Stolpersteine auf zwei der fünf bewohnten Inseln verlegt.

### Schiermonnikoog
Auf Schiermonnikoog wurden fünf Stolpersteine an drei Anschriften verlegt.
| Stolperstein | Übersetzung                                                                                     | Verlegort                             | Name, Leben |
| ------------ | ----------------------------------------------------------------------------------------------- | ------------------------------------- | --- |
|              | HIER WOHNTE JOHANNE VAN HESSEN- DE BEER GEBOREN 1881 DEPORTIERT 1943 SOBIBOR ERMORDET 20.3.1943 | Langestreek om de Noord (nahe Badweg) | Johanne van Hessen-de Beer wurde am 10. Juli 1881 in Emden geboren. Ihre Eltern waren Isaac De Beer und Mathilde Goldschmidt. Sie hatte einen Bruder, der im Kindbett starb, und zwei Schwestern. Sie heiratete Julius van Hessen. Das Paar hatte einen Sohn, Paul van Hessen (1914–2000). Das Ehepaar wurde verhaftet, deportiert und am 20. März 1943 im Vernichtungslager Sobibor ermordet. Eine ihrer Schwestern, Sophie De Beer, geboren 1884, wurde am 17. September 1943 in Auschwitz ermordet. Der Sohn konnte die Shoah überleben. Er heiratet Henriëtte Guyanina Fernandes (1921–2017), die in West-Java geboren wurde. Das Paar bekam fünf Kinder. |
|              | HIER WOHNTE JULIUS VAN HESSEN GEBOREN 1875 DEPORTIERT 1943 SOBIBOR ERMORDET 20.3.1943           | Langestreek om de Noord (nahe Badweg) | Julius van Hessen wurde am 30. April 1875 in Groningen geboren. Seine Eltern waren Abraham Bargeboer van Hessen und Paulina Klarenmeier. Er hatte vier Brüder und zwei Schwestern. Er heiratete Johanne de Beer. Das Paar hatte einen Sohn, Paul van Hessen (1914–2000). Das Ehepaar wurde verhaftet, deportiert und am 20. März 1943 im Vernichtungslager Sobibor ermordet. Eine seiner Schwestern, Maria Josephina Johanna van Hessen-Smit, wurde am 26. März 1944 in Auschwitz ermordet. Ein Bruder und eine Schwester konnten die Shoah überleben. |
|              | HIER WOHNTE GITHE G.S. KRONTHAL-MARCUS GEBOREN 1895 DEPORTIERT 1943 SOBIBOR ERMORDET 21.5.1943  | Noorderstreek 44                      | Githel Gretchen Kronthal-Marcus wurde am 6. Dezember 1895 in Hamburg geboren. Ihre Eltern waren Max Marcus (1867–1941) und Harriet Israel (1971–1943). Minckehe Marcus (siehe unten) war ihre Schwester. Sie heiratete Ludwig Kronthal und zog zu ihm auf die Insel Schiermonnikoog, wo ihr Ehemann ein Gästehaus führte. Sie war Hausfrau. Ob aus der Ehe Kinder hervorgingen, ist nicht bekannt. Das Ehepaar wurde 1943 verhaftet, in das Vernichtungslager Sobibor verschleppt und dort unmittelbar nach der Ankunft am 21. Mai 1943 in einer Gaskammer ermordet. Auch Mutter und Schwester wurden im Zuge der Shoah ermordet.                             |
|              | HIER WOHNTE LUDWIG KRONTHAL GEBOREN 1894 DEPORTIERT 1943 SOBIBOR ERMORDET 21.5.1943             | Noorderstreek 44                      | Ludwig Kronthal wurde am 29. Juni 1894 in Dettelbach geboren. Er war mit Githel Marcus verehelicht. Er führte eine Pension auf Schiermonnikoog. Sein Gästehaus wurde im Reiseführer für gläubige Juden, Ritueel Eten op Reis, erwähnt. Die Übersetzung lautet auf Rituelles Essen auf Reisen, das Buch ermöglichte koscheres Reisen. Das Ehepaar wurde 1943 verhaftet, in das Vernichtungslager Sobibor verschleppt und dort unmittelbar nach der Ankunft am 21. Mai 1943 in einer Gaskammer ermordet. |
|              | HIER WOHNTE MINCKEHE MARCUS GEB. 1899 DEPORTIERT 1943 AUSCHWITZ ERMORDET 22.10.1943             | Langestreek om de Noord 19            | Minckehe Marcus wurde am 8. Januar 1899 in Hamburg geboren. Ihre Eltern waren Max Marcus (1867–1941) und Harriet Israel (1971–1943). Githel Kronthal (siehe oben) war ihre Schwester. Minckehe blieb unverheiratet. 1934 kam sie von Groningen auf die Insel, wo sie als Haushälterin für Minne Onnes arbeitete. Auf Schiermonnikoog war sie als Mina Marcus bekannt. Am 12. Februar 1942 ging sie nach Siddeburen. Sie kam am 22. Oktober 1943 im KZ Auschwitz ums Leben. Auch Mutter, Schwester und Schwager wurden im Zuge der Shoah ermordet. |

### Terschelling
Auf Terschelling wurden drei Stolpersteine in West-Terschelling an einer Anschrift verlegt.
| Stolperstein | Übersetzung                                                                                    | Verlegort                       | Name, Leben |
| ------------ | ---------------------------------------------------------------------------------------------- | ------------------------------- | --- |
|              | HIER WOHNTE BENJAMIM JACOB KRÖNSTEIN GEBOREN 1922 DEPORTIERT 1942 AUSCHWITZ ERMORDET 31.3.1944 | West-Terschelling, Boomstraat 1 | Benjamin Jacob Krönstein, genannt Bennie, wurde 1922 in Terschelling geboren. Seine Eltern waren Benjamin Krönstein, ein russischer Kaufmann, und Sara Pais, sie heirateten am 3. April 1921 in London. Seine Mutter wurde schwanger und kehrte zu den Eltern zurück, die 1914 auf die Insel Terschelling übersiedelt waren. Bennie wuchs auf der Insel auf und ging dort zur Schule. Der trug den Familiennamen seiner Mutter. 1929 starb sein Großvater. 1935 wurde die Ehe der Eltern geschieden. Am 25. August 1942 wurde die Familie von den deutschen Bastlern zum Umzug nach Amsterdam gezwungen. Am 28. März 1943 starb seine Mutter in Amsterdam. Er und seine Großmutter wurden getrennt und in zwei verschiedene Lager deportiert, die Großmutter in das Vernichtungslager Sobibor, wo sie unmittelbar nach ihrer Ankunft am 21. Mai 1943 ermordet wurde, er selbst in das KZ Auschwitz, wo er am 31. März 1944 umkam. |
|              | HIER WOHNTE SARA PAIS GEBOREN 1891 ZWANGSUMZUG 1942 AMSTERDAM VERSTORBEN 28.3.1943             | West-Terschelling, Boomstraat 1 | Sara Pais, genannt Saartje, wurde am in geboren. Ihre Eltern waren Benjamin Pais und Judik Spijer. Sie hatte zwei jüngere Schwester, doch starb die kleine Johanna vier Monate nach der Geburt. 1914 übersiedelte die Familie auf die Insel Terschelling. Am 3. April 1921 heiratete Sara Pais in London den russischen Kaufmann Abraham Krönstein. Sie wurde schwanger und kehrte noch vor der Niederkunft zu den Eltern zurück. 1922 kam der Sohn Benjamin Jacob zu Welt. 1929 starb ihr Vater und sie führte das Geschäft gemeinsam mit ihrer Mutter weiter. 1935 wurde ihre Ehe geschieden. Am 25. August 1942 wurde die Familie von den deutschen Bastlern zum Umzug nach Amsterdam gezwungen. Am 28. März 1943 starb Sara Pais in Amsterdam. Ihre Mutter und ihr Sohn wurden beide deportiert und im Zuge der Shoah ermordet, Judik Sickre am 21. Mai 1943 in Sobibor, Benjamin Krönstein am 31. März 1944 in Auschwitz. |
|              | HIER WOHNTE JUDIK SPIJER GEBOREN 1866 DEPORTIERT 1942 SOBIBOR ERMORDET 21.5.1943               | West-Terschelling, Boomstraat 1 | Judik Spijer wurde am 8. November 1866 in Harlingen geboren. Am 18. September 1890 heiratete sie in ihrer Geburtsstadt Benjamin Pais. Das Paar bekam drei Töchter, Sara, Johanna und Jetje. Johanna starb vier Monate nach der Geburt. 1914 übersiedelte die Familie auf die Insel Terschelling, wo sie sich unter dem Leuchtturm Brandaris ansiedelten. Dort eröffneten sie ein Geschäft für Eisen- und Fertigwaren. Sie verkauften auch Hüte, die von ihrer Tochter Sara hergestellt wurden. 1929 starb der Ehemann, Judik und Sara übernahmen den Laden. Auf Befehl der Besatzungsmacht mussten sie am 25. August 1942 Terschelling verlassen und sich an einem von den Nazis bestimmten Ort in Amsterdam niederlassen. Dort starb am 28. März 1943 ihre Tochter Sara. Sie selbst wurde wenig später verhaftet, in das Vernichtungslager Sobibor deportiert und dort unmittelbar nach ihrer Ankunft am 21. Mai 1943 ermordet. Ihr Enkelsohn Benjamin Jacob Krönstein, genannt Bennie, noch keine 22 Jahre alt, wurde in Auschwitz am 31. März 1944 ermordet. |

## Verlegedaten
- 1. Mai 2021: Schiermonnikoog
- 4. Mai 2021: Terschelling